# Corrente faradica (elettroterapia)
In elettroterapia, la corrente faradica è una corrente composta da una doppia fase, la prima di bassa intensità e lunga durata (3-80 secondi), la seconda di alta intensità e breve durata (3-20 secondi).
Il nome deriva dalla bobina faradica, cioè un tipo di bobina ad induzione che genera una corrente alternata incostante, composta appunto di due fasi per ciclo.
La corrente faradica viene utilizzata nell'ambito dell'elettroterapia al fine di ottenere la stimolazione muscolare in caso di ipotrofia e ipotonia muscolare, utilizzando frequenze intorno a 10-100 hertz.